# Oniscigaster distans
Oniscigaster distans is een haft uit de familie Oniscigastridae. De wetenschappelijke naam van de soort is voor het eerst geldig gepubliceerd in 1899 door Eaton.
De soort komt voor in het Australaziatisch gebied.